# Boekbandontwerpers in Nederland tussen 1890 en 1940

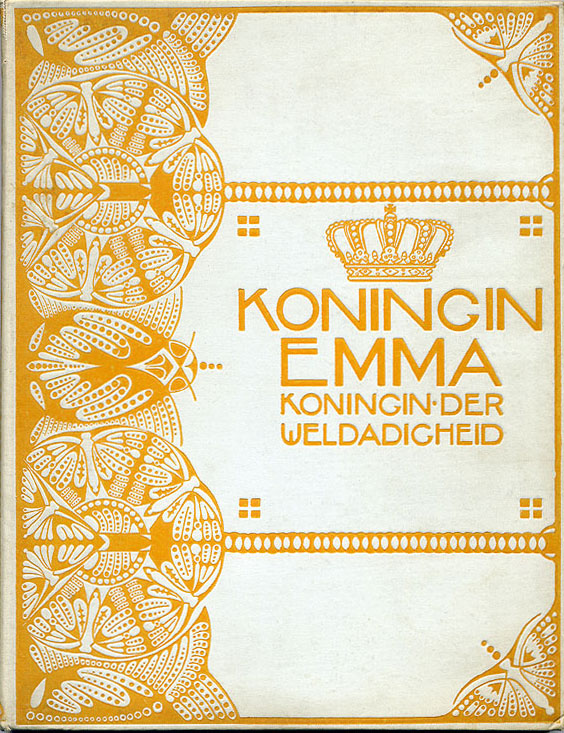
Boekband van Theo Neuhuys (1878-1921) voor uitgeverij Höveker & Wormser (1904)

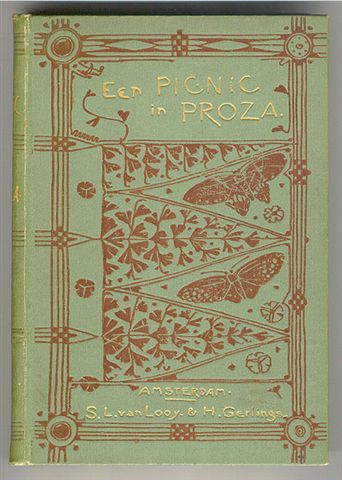
Boekband van G.W. Dijsselhof voor uitgeverij S.L. van Looy (1893)

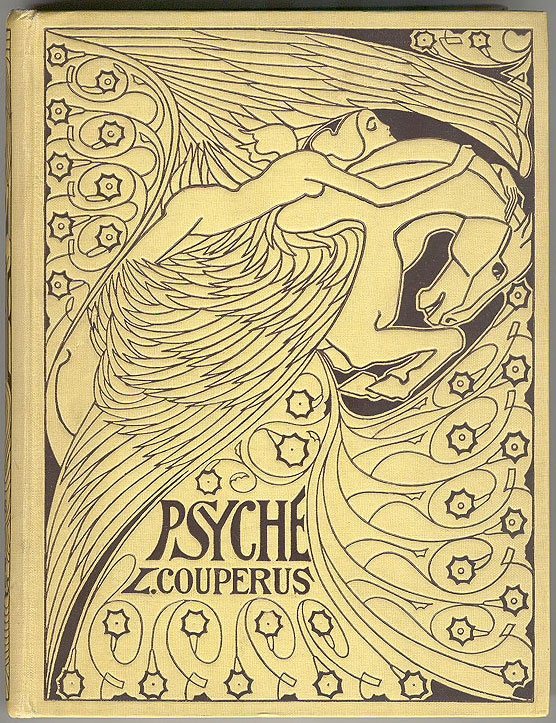
Psyche, boekbandontwerp van Jan Toorop voor uitgeverij L.J. Veen (1898)

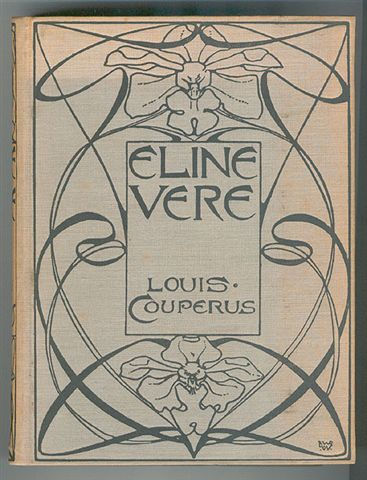
Eline Vere met bandontwerp van L.W.R. Wenckebach, voor uitgeverij P.N. van Kampen & Zoon (1898)

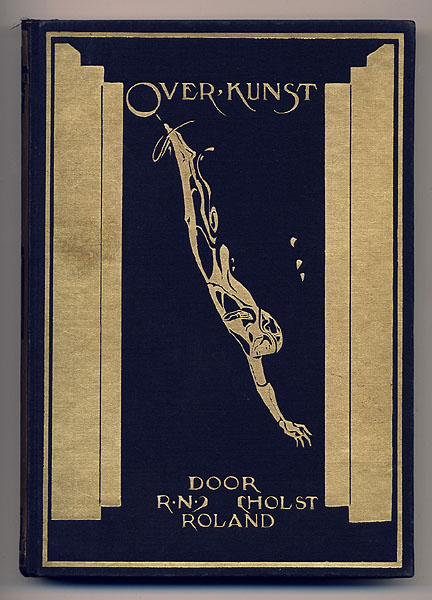
Boekband van Richard Roland Holst voor uitgeverij J.M. Meulenhoff (1923)

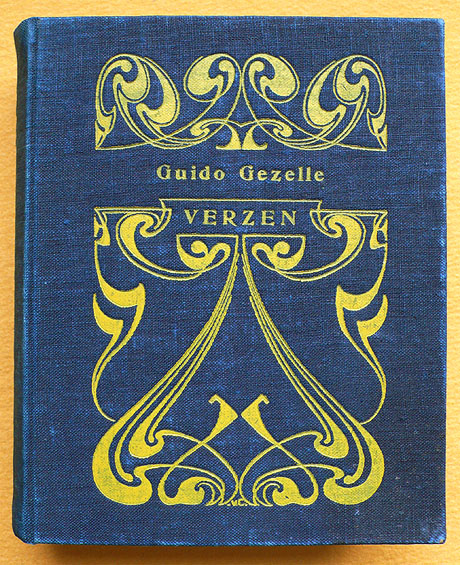
Boekband van J.G. van Caspel voor uitgeverij L.J. Veen (1901)

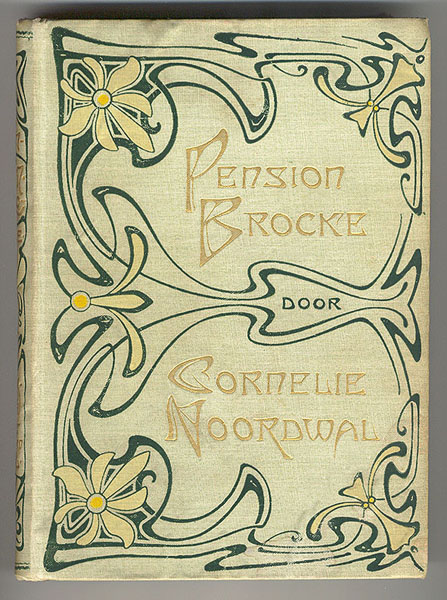
Boekband van Willem Pothast voor uitgeverij Cohen en Zonen (1900)

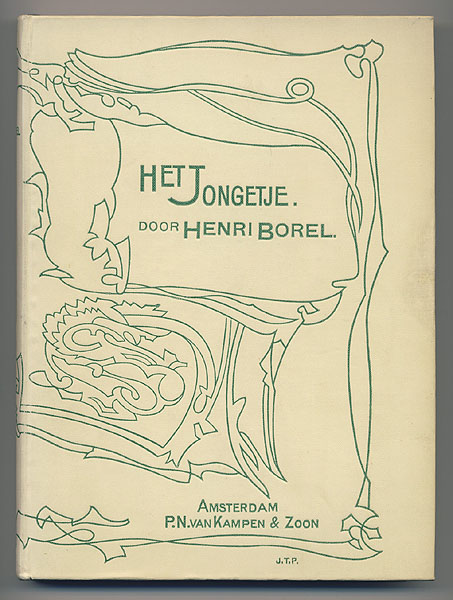
Boekband van Johan Thorn Prikker voor uitgeverij Van Kampen & Zoon (1912)

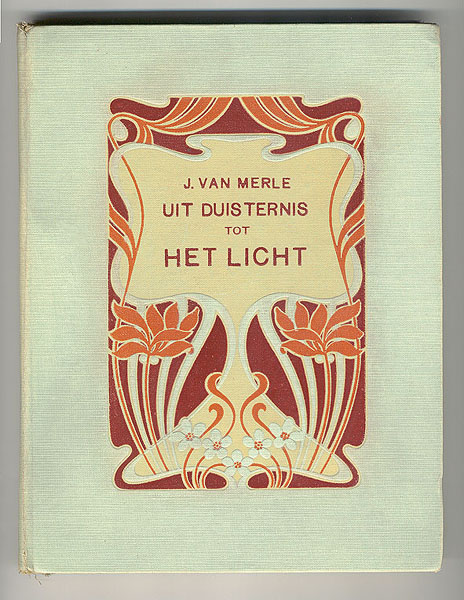
Boekband van Anna Sipkema voor uitgeverij G. Mosmans (ca. 1905)

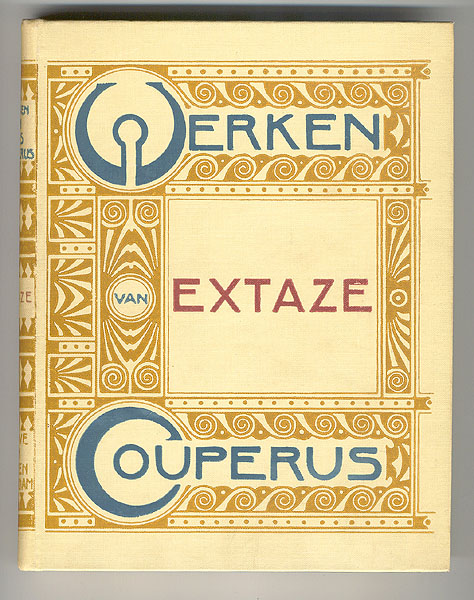
Boekband van Hendrik Petrus Berlage voor uitgeverij L.J. Veen (1905)

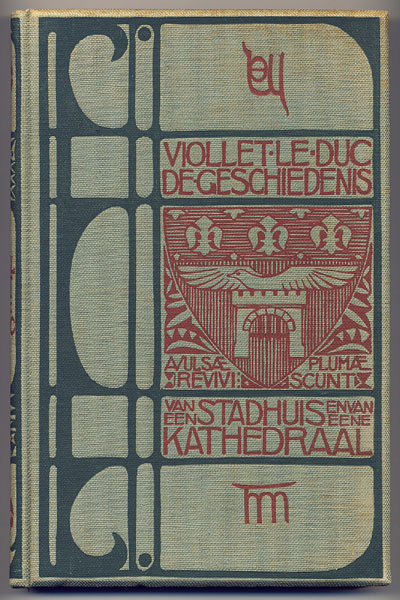
Boekband van Theo Molkenboer 1871-1920 voor uitgeverij F. Bohn 1899

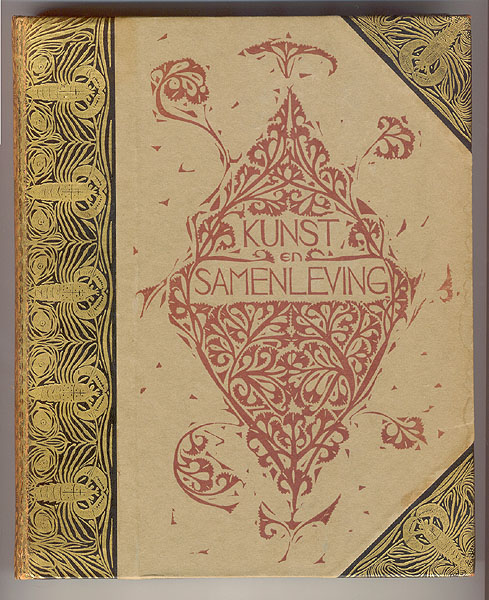
Bandontwerp van G.W. Dijsselhof (1903)

Een boekbandontwerper is iemand die een boekband, omslag of een stofomslag voor boeken ontwerpt.
In de periode 1890-1940 werden in Nederland boekbanden ontworpen die bijzonder kenmerkend zijn in hun vormgeving.

## Boekomslagen gebaseerd op de Nieuwe Kunst
Omstreeks 1890 ontstond in Europa een kunststroming: in Frankrijk de art nouveau, in Duitsland de jugendstil, in Groot-Brittannië de arts-and-craftsbeweging en in Nederland Nieuwe Kunst genaamd, hoewel hier de namen art nouveau en jugendstil eveneens ingeburgerd zijn.
Het aantal uitgegeven Nieuwe-Kunstboeken beloopt in de periode 1892-1903 volgens Ernst Braches nog geen vierhonderd stuks. In Honderd jaar boeken maken schetst Dick Dooijes een beeld van de uitgevers van Nieuwe-Kunstboeken. Volgens Dooijes zijn er maar vijf uitgevers geweest die een belangrijke bijdrage hebben geleverd: C.A.J. van Dishoeck (met veertien titels), P.N. van Kampen (met twaalf titels), S.L. van Looy en H. Gerlings (met 38 titels), Scheltema & Holkema (met 21 titels) en L.J. Veen, de uitgever van Louis Couperus (met 23 titels). Dat is een totaal van 108 titels. Hij laat weten dat van de in totaal 205 opdrachten, met die van andere uitgevers er dus bij, er 117 uitsluitend de band of het omslag betroffen. Zo kreeg L.W.R. Wenckebach van zestien uitgevers in totaal 45 opdrachten, op hem volgen C.A. Lion Cachet en J.G. Veldheer met ieder vijftien opdrachten van respectievelijk acht en zeven uitgevers.
Deze uitgevers en andere niet-genoemden benaderden in die periode bekende kunstenaars en gaven hen opdrachten voor band- en omslagontwerpen voor uitgaven van verschillende aard en ook voor omslagen van tijdschriften, bladmuziek en brochures. Bijzonder bij de tijdschriften zijn de 116 omslagen voor Wendingen, maandblad voor bouwen en sieren van 'Architectura et Amicitia'  (1918-1931), die door een aantal van Nederlands bekendste kunstenaars zijn ontworpen.

### De oudste boekbandontwerpers
In de periode 1890-1906 werden boekbanden, boekomslagen en stofomslagen ontworpen door kunstenaars als Jan Toorop (1858-1928), G.W. Dijsselhof (1866-1924), C.A. Lion Cachet (1864-1945), Richard Roland Holst (1869-1938), K.P.C. de Bazel (1869-1923), J.G. Veldheer (1866-1945), Theo van Hoytema (1863-1917), Antoon Derkinderen (1859-1925), R.W.P. de Vries (1874-1952), Theo Molkenboer (1871-1920) en anderen.
De genoemde kunstenaars komen voor in de uitgebreide studie door Ernst Braches, Nieuwe kunst en het Boek (2003) genaamd. In deze uitgave wordt uitvoerig ingegaan op de Jugendstil-periode. De meeste ontwerpen worden in kleur weergegeven.

### De boekbanden voor Louis Couperus
Een van de sprekendste voorbeelden is de uitgever L.J. Veen die onder meer voor zijn uitgebreide serie uitgaven van de boeken van Louis Couperus banden liet ontwerpen door onder andere H.P. Berlage (1856-1934), J.G. van Caspel (1870-1928), Theo Neuhuys (1878-1921), Karel Sluijterman (1863-1931), Chris Lebeau (1878-1945), L.W.R. Wenckebach (1869-1937) en Willem Jiddo Taanman (1876-1935). Onthullende beschrijvingen van deze opdrachten zijn te vinden in H.T.M. van Vliets boek Versierde verhalen, de oorspronkelijke boekbanden van Louis Couperus' werk 1884-1925.

### Ontwerpers voor Brusse
Na de liquidatie van de uitgeverij W.L. & J. Brusse, in bedrijf van 1903 tot 1965 in Rotterdam, werd in 1969 de fondsbibliotheek ondergebracht bij de Koninklijke Bibliotheek in Den Haag. Het fonds van Brusse telt 1026 verschillende titels. De meeste titels zijn in de KB aanwezig. De titels zijn uitgebreid beschreven met gegevens over vormgevers, illustratoren, binders en lettertypen. De fondsbibliotheek geeft een vrijwel compleet overzicht van de diversiteit aan publicaties van de Rotterdamse uitgeverij. Deze uitgever schroomde niet om in reclamefolders de namen van de ontwerpers apart te vermelden.
Bij de vormgeving van de uitgaven waren talloze boekbandontwerpers en illustratoren betrokken, onder wie S.H. de Roos, H.P. Berlage, Piet van der Hem, Piet Zwart, Paul Schuitema, J.B. Heukelom (1875-1965) en Johan Briedé (1885-1980). Alles is beschreven in W.L. & J. Brusse's Uitgeversmaatschappij 1903-1965 met veel afbeeldingen van boekbandontwerpen en boekomslagen.

### Fré Cohen en haar uitgevers
Fré Cohen (1903-1943) is vooral bekend door haar boekbanden ontworpen voor de 
uitgeverijen de Wereldbibliotheek en Querido. Haar werk komt uitgebreid aan de orde in het boek van P.L.C. van Dam en Philip van Praag Fré Cohen 1903-1943. Leven en werk van een bewogen kunstenares.

### Boekbandontwerpers voor emigrantenliteratuur
De vormgeving voor boekbanden betreffende emigrantenliteratuur die in de periode 1933-1940 werden uitgegeven bij Querido Verlag was in handen van Henri Friedlaender (1904-1996) hij ontwierp 54 banden, Paul Urban (1901-1937?) verzorgde vijf, Léon Holman (1906-1943) zeven en Fré Cohen drie banden. Bij Allert de Lange Verlag was het ook weer Friedländer die 23 ontwerpen voor zijn rekening nam, Urban 34, Holman twee en Fré Cohen een.

### Ella Riemersma
Het omvangrijke werk van Ella Riemersma (1903-1993), zowel ontwerpen voor romans en kinderboeken, is door Peter van Dam beschreven in een uitgave van Antiquariaat Henk van der Burg, Rotterdam 1994. En in zijn nieuwste boek De art deco van Ella Riemersma (1903-1993): illustratrice en boekbandontwerpster nog meer bijzonderheden.

### André Vlaanderen en J.B. Heukelom
André Vlaanderen (1881-1966) werkte voor wel 50 uitgeverijen. Van hem zijn inmiddels ongeveer 200 ontwerpen bekend. Ook van de reeds genoemde ontwerper J.B. Heukelom (1875-1965) (hij maakte onder meer een lange reeks ontwerpen voor Emanuel Querido), zijn ongeveer 260 opdrachten bekend.

### Ontwerpers voor banden van kinderboeken
In de lijst: Nederlandse boekband-, boekomslag en stofomslagontwerpers in de periode 1890-1940 (zie verderop in dit artikel) is een aantal kunstenaars opgenomen die ook banden en omslagen voor kinderboeken ontworpen hebben, dit wordt apart aangegeven. Onder de genoemden zijn onder andere: Jac. Nuiver (1892-1953), Willy Sluiter (1873-1949), Rie Cramer (1887-1977), Jan Rinke (1863-1922), Nelly Bodenheim (1874-1951), Hans Borrebach (1903-1991), Dirk Boode (1891-1957), Wam Heskes (1891-1973), Rein van Looy (1910-1994), Johan Braakensiek (1858-1940) en David Bueno de Mesquita (1889-1962).

### Overige ontwerpers
Bekende namen zijn ook Pieter A.H. Hofman (1885-1965) met veel mooie ontwerpen voor boekbanden en omslagen, (hij werkte onder meer voor Nijgh en van Ditmar), Cato Berlage (1889-1976) "Elck 't Beste" dochter van de architect,  Dick van Luijn (1896-1981), Tine Baanders (1890-1971), Anton Kurvers (1889-1940), Piet Worm (1909-1996), Chris van Geel (1891-1969), Rein Snapper (1907-1988), Jan Sluijters (1881-1957), Machiel Wilmink (1894-1963), Piet Zwart (1885-1977), Jozef Cantré (1890-1957), Anna Sipkema (1877-1933), Jacob Jongert (1883-1942), Jo Daemen (1891-1944) en Wijnand Otto Jan Nieuwenkamp (1874-1950).

### Wereldbibliotheek
De Wereldbibliotheek was in het bijzonder baanbrekend in het aantrekken van progressieve kunstenaars om de banden en omslagen van deze uitgeverij vorm te geven. Ongeveer 90 boekbandontwerpers hebben voor deze uitgeverij ontwerpen gemaakt. Binnenkort verschijnt een uitvoerige uitgave over alle boeken en periodieken die in de afgelopen 100 jaar bij de Wereldbibliotheek verschenen zijn.

### Andere uitgeverijen
Uitgeverij De Gulden Ster kwam met fraaie uitgaven van Nicolaas van de Vecht (1886-1941) en Johan Dijkstra (1896-1978) terwijl W.J. Thieme vooral uitgaven met banden en omslagen van Georg Rueter (1879-1966) en Wybo Meyer (1885-1942) liet verschijnen.
In een advertentie achterin in een boek van C.A.J. van Dishoeck uit 1905 werd 20 keer de boekbandontwerper genoemd, daarbij viel 12 keer de naam van Herman Teirlinck die behalve schrijver ook boekbandontwerper was. Cuno van den Steene (1909-1971) en Karel Thole (1914-2000) ontwierpen banden en omslagen voor Uitgeverij Het Spectrum in Utrecht.
Ook het Amsterdamse ontwerpbureau Co-op 2 heeft vanaf 1934 onder leiding van Paul Guermonprez voor een aantal ontwerpen voor boekbanden en omslagen gezorgd.

## Navorsers van boekbanden
Een aantal uitgevers maakte geen melding in hun uitgaven of folders van de kunstenaars die boekbanden en omslagen voor hen verzorgden. Veel ontwerpers echter brachten hun naam voluit of middels initialen of monogram op boekband of omslag aan, waardoor navorsers zoals Fons van der Linden (1923-1998) en A.S.A. Struik in staat waren de ontwerpen toe te schrijven, zie: Fons van der Linden en A.S.A. Struik:In linnen gebonden, 1840-1940 en De jas van het woord, de boekband en de uitgever.

### Verzamelaars
A.S.A. Struik (overleden in 2006) is omstreeks 1955 begonnen met het verzamelen van industriële boekbanden. Hij werkte als uitgever bij Samsom en besefte dat een band of omslag een wezenlijk onderdeel vormt van een boek. Bovendien vond hij het leuk om eens iets te verzamelen wat een ander niet deed. Toen in 1973 het proefschrift Het boek als Nieuwe Kunst van Ernst Braches verscheen, vormde dat voor Struik de inspiratie om zijn verzameling te gaan beschrijven. Al doende ontdekte hij wat belangrijke informatie was voor de geschiedenis van een boek, zoals de gegevens over het schutblad, het uitgeefvignet en de ontwerper ervan, de monogrammen van de bandontwerpers, de stofomslag en het boekhandelsetiket. Het beschrijven van zijn collectie bleek een tijdrovende klus. Vaak moest hij via omwegen aan zijn informatie komen. Met uitzondering van Brusse en Querido bleken de uitgevers nauwelijks over documentatie te beschikken. Bovendien ontbraken de productie-archieven. In een enkel geval vormden de correspondentie tussen auteur en uitgever een bron van informatie. In totaal vergaarde en beschreef Struik zo'n 11.000 boekbanden. Ongeveer 8000 boekbanden heeft hij aan de Universiteitsbibliotheek van Amsterdam geschonken. De overige 3000 boeken gingen naar het Museum Meermanno-Westreenianum in Den Haag.
Ook de verzameling van Rob Aardse mag niet onvermeld blijven, zijn Collectie toegepaste grafische kunst op boekbanden, bladmuziek en brochures 1890-1940 omvatte een kleine 10.000 items. Inmiddels heeft Aardse ongeveer 4000 items overgedragen aan het Drents Museum in Assen.

## Lijst van ontwerpers
Er bestaat een lijst van Nederlandse boekband-, boekomslag en stofomslagontwerpers in de periode 1890-1940, die momenteel ongeveer 1350 namen omvat en nog steeds bijgewerkt wordt, met informatie over uitgever, jaar van publicatie en titel van het betreffende boek waarvoor de ontwerper een boekband of omslag ontwierp. In deze lijst zijn natuurlijk ook welwillende amateurs en schrijvers die hun eigen boekband hebben ontworpen opgenomen. Inmiddels maakt het Rijksbureau voor Kunsthistorische Documentatie (RKD) in Den Haag van deze lijst gebruik om de gegevens in hun bestand aan te vullen.
Een laatste uitbreiding van de lijst is te danken aan het boek van Jacques Dane & Tonnis E. Musschenga Door boekband bekoord, boekbanden van Protestant Christelijke uitgevers 1892-1940, met  afbeeldingen in kleur van boekbanden uit de verzameling van Nederlandse industriële boekbanden van de Universiteitsbibliotheek Groningen. Deze verzameling omvat ongeveer ruim 5000 stuks.

### Websites over boekbanden
Een uitgebreide website over boekbanden, bladmuziek en advertenties en hun ontwerpers is die van de Wolfsonian Library Modern Dutch Collection van de Universiteit van Florida in Amerika waarop uit dezelfde periode 340 items te bewonderen zijn. Op de website Anno1900 is een grote collectie Nederlandse boekbanden, programmaboekjes en gelegenheidsgrafiek uit de periode 1890-1940 te bekijken.

### Aanvullende literatuurlijst
- Rob Aardse: Wereldbibliotheek Monogrammen 1905-1940 naar de collectie Rob Aardse. Wereldbibliotheek, Amsterdam, 2008. ISBN 978-90-284-2106-6
- Mechteld de Bois, Chris Lebeau 1878-1945 Drents Museum - Frans Hals Museum, Assen-Haarlem, 1987. ISBN 90-70884-07-0
- F.L. van der Bom, Iets over de boekband in de loop der eeuwen, Amsterdamsche Grafische School, 1932.
- Marjan Boot et al., Theo van Hoytema 1863-1917, Waanders, Zwolle, 1999 in samenwerking met het Haags Gemeentemuseum en het Drents Museum te Assen. ISBN 90-400-9387-3
- Ernst Braches, Alle Nieuwe Kunst wordt eerst niet begrepen, De Buitenkant, Amsterdam, 2003. ISBN 90-76452-84-9
- Ernst Braches, Nieuwe kunst en het Boek, De Buitenkant, Amsterdam, 2003. ISBN 90-76452-94-6
- Ernst Braches, Nieuwe Kunst. Bouwstoffen, De Buitenkant, Amsterdam 2016. ISBN 978-94-90913-68-7
- Yvonne Brentjens, G.W. Dijsselhof 1866-1924. Dwalen door het Paradijs Waanders, Zwolle in samenwerking met het Haags Gemeentemuseum en het Drents Museum in Assen, 2002. ISBN 90-400-9629-5
- Peter van Dam, Boekverzorging door Ella Riemersma Antiquariaat Henk van der Burg, Rotterdam, 1994. (niet in de handel)
- Peter van Dam, P.A.H. Hofman (1886-1965.) Haags sierkunstenaar Uitgeverij Uniepers, Abcoude, 1996. ISBN 90-6825-173-2
- Peter van Dam, Boekbandontwerper Jacob Nuiver (1892-1953) artikel in Boekenpost no. 23 mei-juni 1996.
- Peter van Dam en Philip van Praag, Fré Cohen 1903-1943, Leven en werk van een bewogen kunstenares, Uitgeverij Uniepers, Abcoude, 1993. ISBN 90-6825-123-6
- Peter van Dam en Pim Reinders: Johann Georg van Caspel Affichekunstenaar (1870-1928), Stadsuitgeverij Amsterdam, 1990. ISBN 90-6274-048-0
- Peter van Dam: "De art deco van Ella Riemersma (1903-1993): illustratrice en boekbandontwerpster". Uitgever: [Z]OO Producties - Eindhoven. 144 pag. ISBN 978-90-74009-68-3
- Jacques Dane & Tonnis E. Musschenga, Door boekband bekoord, boekbanden van Protestant Christelijke uitgevers 1892-1940, Barkhuis Publishing, 2005. ISBN 90-77922-02-4
- C. van Dijk, A.A.M. Stols, uitgever/typograaf, Walburg Pers, Zutphen, 1992.
- Dick Dooijes, Boeken Maken 1890-1940, De Collectie Nijkerk, tentoonstellingscatalogus Stedelijk Museum, Amsterdam, 25-01/16-03 1975.
- Sjoerd van Faassen (red.), W.L. & J. Brusse's Uitgeversmaatschappij 1903-1965, Uitgeverij 010, Rotterdam, 1993. Met fondslijst door P. van Beest en P. de Bode. ISBN 90-6450-158-0
- Wilma van Giersbergen e.a., Jac. Jongert ,1883-1942, Proeven is koopen: Tentoonstellingscatalogus Museum Boijmans Van Beuningen, Rotterdam, 2009. ISBN 978-90-6918-243-8
- W.F. Gouwe, De Grafische Kunst in het Praktisch  Leven, W.L. & J. Brusse's Uitgeversmaatschappij, Rotterdam, 1926.
- Hans Hafkamp en Carla van der Poel, Het verzamelen van boekbanden, in gesprek met A.S.A. Struik, en: Een voorlopig overzicht van signaturen op industriële boekbanden, door A.S.A. Struik in De Boekenwereld  jrg. 12 no. 3, februari 1996 p. 126-176.
- Germa van Heerbeek, Piet van der Hem 1885-1961 catalogus voor het Fries Museum, Leeuwarden, om dan 1987.
- Jan Jaap Heij, Jan Storm van Leeuwen, Rob Meijer: Omslag in beeld. Boeken, bladmuziek, brochures, toegepaste grafische kunst 1890-1940. Collectie Rob Aardse: Drents Museum/Bekking & Blitz Assen, Amersfoort, 2008. ISBN 978-90-6109-609-2
- Emy Hoogenboezem, Jac. Jongert (1883-1942), graficus tussen kunst en reclame, Haags Gemeentemuseum 1982.
- Bram Huijser: Nederlandse boekband- boekomslag- en stofomslag-ontwerpers 1890-1940. (Wikipedia)
- Bram Huijser: Johan Briedé, een begaafd kunstenaar in: Boekenpost 84, juli-augustus 2006
- Bram Huijser: Johan Briedé een bescheiden maar begaafd kunstenaar in het weekblad Graficus 1994
- Bram Huijser: Pieter Hofman:sierkunstenaar tussen symbolisme en art deco in Boekenpost 133, 2014
- Bram Huijser: Fré Cohen maakte fraai werk in haar korte leven in Boekenpost 134, 2014
- Bram Huijser: Jan Bertus Heukelom grossierde in boekbanden in Boekenpost 135, 2015
- Bram Huijser: N.J.van de Vecht ontwierp boekbanden voor Sigrid Undset in Boekenpost 136, 2015
- Bram Huijser: Wybo Meyer, boekbandontwerper en karikaturist in Boekenpost 137, 2015
- Bram Huijser: Mabel Lapthorn boekbandontwerpster voor Meulenhoff in Boekenpost 138, 2015
- Jan Juffermans, Het Grafisch werk van Dick van Luijn. Elite-Editions Amsterdam, 1985. ISBN 90-6973-001-4
- Marja Keyser & F.J. Hogewoud [e.a.]. De zolders kraken. De uitgeversfamilie Cohen te Nijmegen, Arnhem en Amsterdam, 1824-1951. Op basis van nagelaten materiaal van Ester Z.R. Cohen. Universiteitsbibliotheek Amsterdam. (met veel afbeeldingen van boekbanden) 2001. ISBN 90-6125-114-1.
- Marja Keyser, Johan Briedé, grafisch kunstenaar in de art deco in: Bulletin Stichting Drukwerk in de Marge no. 21, 1993
- Th.F. van Koolwijk, Nederlandse Boekkunst 1890-1910, Instituut Nederlandse Katholieke Universiteit, Nijmegen, een 1969.
- Huub van Krimpen, Boek, over het maken van boeken, Veenendaal, Gaade Uitgevers, 1986, 552 p. ISBN 90-6017-521-2
- Kees de Leeuw, Een nuchtere romanticus. Leven en werk van Ivans, Aspekt, 2004. ISBN 90-5911-168-0. (Ruim zestig van zijn werken zijn in fraaie omslagen uitgegeven.)
- W.J. van Leeuwen, De Nieuwe Kunst, dl. 1, Dijsselhof, Cachet & Nieuwenhuis The van Leeuwen Print BV, Amsterdam 2000.
- W.J. van Leeuwen, De Nieuwe Kunst, dl. 2, Impressionism, Japonism & Symbolism The van Leeuwen Print BV, Amsterdam 2001.
- Fons van der Linden en A.S.A. Struik: In linnen gebonden, 1840-1940, uitgeverij Gaade, 1987, ISBN 90-6017-841-6
- Fons van der Linden en A.S.A. Struik: De jas van het woord. De boekband en de uitgever, uitgave Samsom, 1989, ISBN 90-14-04362-7
- Kurt Löb, Exil-Gestalten. Deutsche Buchgestalter in den Niederlanden 1931-1950, dissertatie Universiteit van Amsterdam 1994. Handelsuitgave bij Gouda Quint, Arnhem 1995. ISBN 90-387-0267-1
- W.O.J. Nieuwenkamp (de kleinzoon): W.O.J.N., leven en werken, bouwen en zwerven van de kunstenaar W.O.J. Nieuwenkamp opgetekend door zijn kleinzoon. A.W. Bruna & Zoon, Utrecht 1979. ISBN 90-229-5250-9
- Hans Oldewarris, The covers of Wendingen 1918-1931 Diari 1995, Uitgeverij 010 Rotterdam 1994 ISBN 90-6450-207-2.
- G.H. Pannekoek Jr., De verluchting van het Boek, W.L. & J. Brusse's Uitgeversmaatschappij Rotterdam, gewijzigde tweede druk 1927
- Jan Poortenaar, Boekkunst en Grafiek, De Sikkel/Antwerpen / In de Toren 1934
- B.J.A. te Rijdt, 'De ontwerpen voor boekbanden van Louis Couperus' werk in het Rijksprentenkabinet, Amsterdam'. In De Boekenwereld, jaargang 18 nr. 2, december 2001, p. 84-99. Kritische bespreking en aanvulling van Versierde verhalen.
- Pieter A. Scheen, samensteller en uitgever; Lexicon Nederlandse Beeldende Kunstenaars 1750-1950. Den Haag 1969. ISBN 5-86028-015-7
- Tonia Schenk-Baumann, Nelly Bodenheim, leven en werk. Sijthoff, Amsterdam, 1988. ISBN 90-218-3943-1
- Kerstin Schoor, Verlagsarbeit im Exil. Untersuchungen zur Geschichte der deutschen Abteilung des Amsterdamer Allert de Lange Verlages 1933-1940. Amsterdam-Atlanta 1992.
- A.L. Sötemann, Querido van  1915 tot 1990. Een uitgeverij. Em. Querido's Uitgeverij B.V. Amsterdam 1990. ISBN 90-214-7236-8
- A.A.M. Stols, Het Schoone Boek, W.L. & J. Brusse Rotterdam 1935, herdruk 1979 ISBN 90-6397-018-8.
- A.S.A. Struik/Tanja de Boer, Machinaal en mooi, industriële boekbanden uit de collectie Struik, Museum van het Boek - Meermanno Westreenianum, Den Haag 1999.
- A.S.A. Struik/Marja Keyser, Nederlandse industriële boekbanden in de Universiteitsbibliotheek Amsterdam (catalogus collectie), 2000 ISBN 90-6125-094-3.
- H.T.M. van Vliet, Versierde verhalen, de oorspronkelijke boekbanden van Louis Couperus' werk 1884-1925, L.J. Veen, Amsterdam 2000 ISBN 90-204-5822-1.
- A. Wagtberg Hansen, Gesloten Boeken de mooiste boekbanden van het Koninklijk Huis. Meermanno, Den Haag 2003. ISBN 90-803246-2-0
- Diverse auteurs, 1873 Willy Sluiter Gentleman-kunstenaar 1949. Dordrechts Museum - Snoeck Ducaju, Gent 1999. ISBN 90-71722-09-0
- Diverse auteurs, C.A. Lion Cachet 1864-1945 Drents Museum Assen - Museum Boymans van Beuningen, Rotterdam 1994. ISBN 90-70884-58-5
- Diverse auteurs: Georg Rueter 1875-1966 Waanders, Zwolle in samenwerking met Teylers Museum in Haarlem en het Drents Museum in Assen, 1999. ISBN 90-400-9324-5
- De alledaagse dingen die onze stemming bepalen, de collectie Nieuwe Kunst in de Universiteitsbibliotheek te Leiden 2004 ISSN 0921-9293.
- Jan Storm van Leeuwen: Kunstenaars, ontwerpers en boekbanden, Nederlandse uitgeversbanden (1890-1930)  catalogus bij de tentoonstelling in de Universiteitsbibliotheek Nijmegen in mei-juni 2010.
- Een dampkring van cultuur, Wereldbibliotheek Amsterdam, 1995 ISBN 90-284-1609-9 (met kleurenafbeeldingen van 233 premie-uitgaven van de Wereldbibliotheek-vereniging uit de periode 1925-1986)
- Het Nederlandse Boek 1892-1906 Jubileumcatalogus J.L. Beyers NV 1865-1965
- Het verzamelen van boekbanden, De Boekenwereld jrg. 12 no.3 febr. 1996.
- Het Nederlandsche Boek, Nederlandse Uitgevers Bond: jaargangen 1924 - 1940
- Brinkmans Cumulatieve Catalogus van Boeken 1858-2001.
- Artikelen over ontwerpers in "Boekenpost", een tweemaandelijks tijdschrift voor liefhebbers van boeken e.d. vanaf 1992 tot heden december 2015.
- De Boekenwereld, een sedert 1984 Nederlands verschijnend tijdschrift voor liefhebbers van boeken en boekcuriosa. Verschijnt 5 maal per jaar.